# Distrikt Narsaq
Narsaq ist seit 2009 ein grönländischer Distrikt in Westgrönland. Er ist deckungsgleich mit der von 1950 bis 2008 bestehenden Gemeinde Narsaq.

## Lage
Der Distrikt Narsaq liegt in Südgrönland. Er teilt den Distrikt Qaqortoq in zwei Teile und grenzt im Küstenbereich somit nur an diesen.

## Geschichte
Die Gemeinde Narsaq entstand 1950 durch die Dekolonialisierung des Kolonialdistrikts Julianehaab, aus dessen nordöstlichen Teil sie bestand. Erst kurze Zeit später wurde mit Qassiarsuk ein dritter Udsted in der Gemeinde gegründet. Bei der Verwaltungsreform 2009 wurde die Gemeinde Narsaq in die Kommune Kujalleq eingegliedert und zu einem Distrikt.

## Orte
Neben der Stadt Narsaq befinden sich folgende Dörfer und Schäfersiedlungen (kursiv) im Distrikt Narsaq:
- Arnannguit
- Attarnaatsoq
- Eqaluit Iluat
- Igaliku
- Igaliku Kujalleq
- Inneruulalik
- Ipiutaq
- Issormiut
- Kangerlua
- Narsarsuaq
- Nunataaq
- Qassiarsuk
- Qinngua
- Qorlortoq
- Qorlortup Itinnera
- Sillisit
- Tasiusaq
- Timerliit
- Uummannartuuaraq

Daneben befanden sich die folgenden mittlerweile verlassenen Siedlungen und Schäfersiedlungen (kursiv) in der damaligen Gemeinde bzw. im heutigen Distrikt:
- Iterlak
- Itilleq Kangilleq
- Itilleq Killeq
- Kiattuut
- Narsarsuaaraq
- Niaqornaq
- Qarmat
- Qimarnuffik
- Qinngua Kangilleq

## Wappen
Das Wappen zeigt einen weißen Wandersaibling auf einem diagonalen gewellten blauem Band auf weißem Grund. Der Fisch kommt häufig in der Gemeinde vor. Das Wappen wurde 1973 angenommen.

## Bevölkerungsentwicklung
Die Einwohnerzahl des Distrikts war lange konstant, ist in den letzten Jahren aber stark rückläufig.